# Taihorina sparsuta
Taihorina sparsuta är en insektsart som först beskrevs av Jacobi 1944.  Taihorina sparsuta ingår i släktet Taihorina och familjen Machaerotidae. Inga underarter finns listade i Catalogue of Life.